# Eddie Trunk's Essential Hard Rock and Heavy Metal
| Críticas profissionais | Críticas profissionais |
| Avaliações da crítica  | Avaliações da crítica  |
| Fonte                  | Avaliação              |
| ---------------------- | ---------------------- |
| GoodReads              | [ 1 ]                  |
| Examiner               | (A)                    |
| ClassicRockRevisited   | (B)                    |

Eddie Trunk's Essential Hard Rock and Heavy Metal é um livro, lançado no dia 1 de abril de 2011, de autoria do historiador musical e apresentador de televisão estadunidense Eddie Trunk.
Neste livro, o autor lista suas bandas e cds favoritos de Hard Rock e Heavy Metal, os bastidores de várias bandas, além de vários contos do rock e das figuras mais icônicas do metal.[carece de fontes?]
O livro tem prefácio de Rob Halford, e segundo o site "Goldminemag.com" é um livro que fala sobre música essencial.
O site About.com, incluiu este livro na sua lista Os Melhores Livros Sobre Heavy-Metal Lançados em 2011.